# Aon Center (Chicago)
El Aon Center (200 East Randolph Street, antiguamente Amoco Building) es un rascacielos situado en el Chicago Loop, Chicago, Illinois, Estados Unidos, diseñado por las firmas arquitectónicas Edward Durell Stone y Perkins and Will, y completado en 1973 como el Standard Oil Building. Con 83 plantas y 346 m de altura, es el tercer edificio más alto de Chicago, por detrás de la Torre Willis y el Trump International Hotel and Tower. El edificio es administrado por Jones Lang LaSalle, que también tiene su sede en el edificio. El Aon Center fue antiguamente la sede de Aon y Amoco; las operaciones de Estados Unidos de Aon todavía tienen su sede en este edificio. El Aon Center es casi idéntico en diseño y planta al First Canadian Place en Toronto, Canadá; la única diferencia importante es la orientación de las ventanas, vertical en Aon Center y horizontal en First Canadian Place. 

## Historia
El Standard Oil Building fue construido como la nueva sede de Standard Oil Company of Indiana, que había estado previamente en South Michigan Avenue y East 9th Street. Cuando se completó en 1973 era el edificio más alto de Chicago y el cuarto más alto del mundo, lo que le ha válido el apodo "Gran Stan". (Un año después, la Torre Sears le arrebató el título de edificio más alto de Chicago y del mundo.) El edificio usa un sistema estructural tubular con estructura de acero y columnas perimetrales con forma de V para resistir terremotos, reducir el balanceo, minimizar la inclinación de las columnas, y maximizar el espacio sin columnas. Este método de construcción también se usó en el World Trade Center de Nueva York.

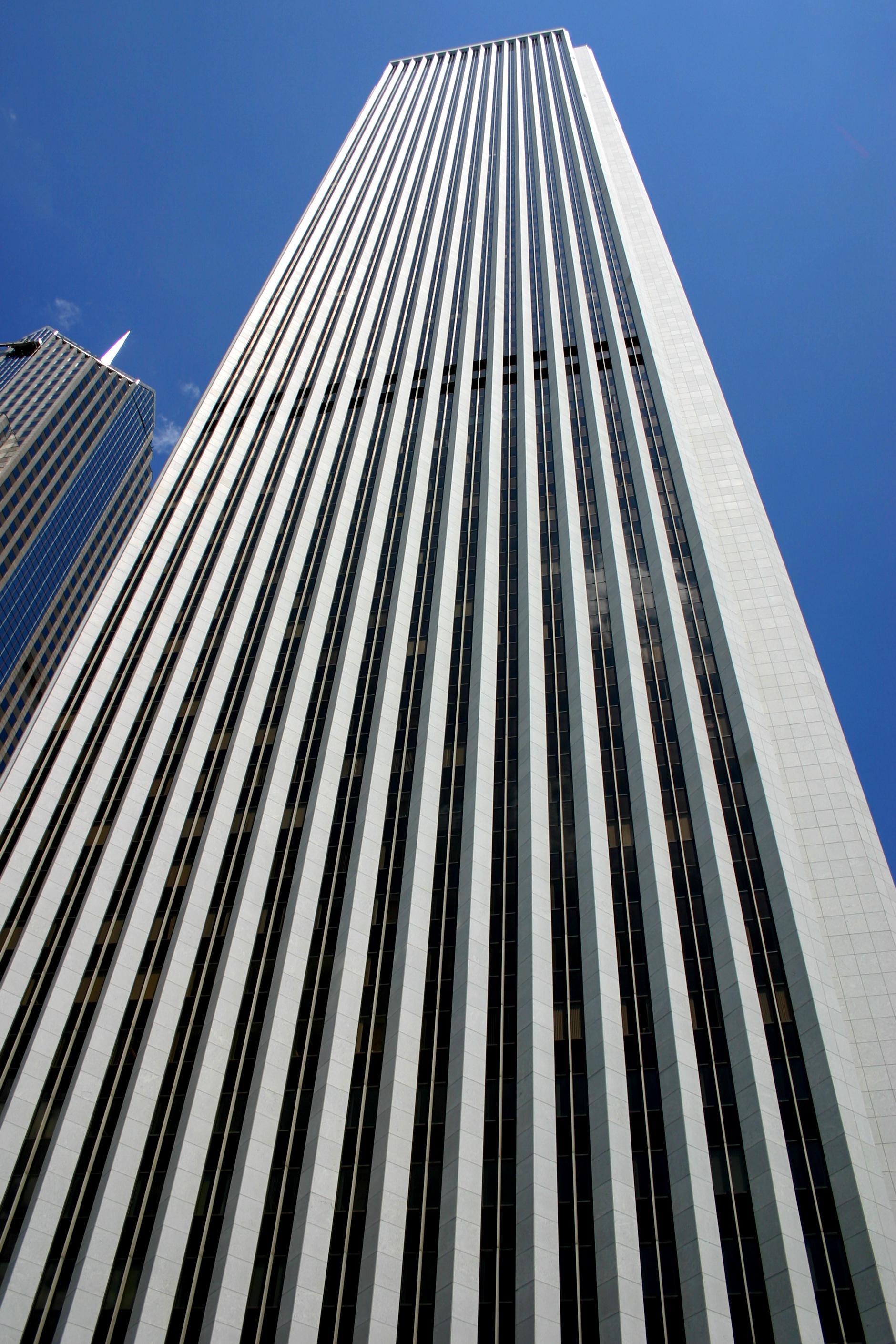
Mirando hacia arriba

Cuando se completó era el edificio revestido con mármol más alto del mundo, está cubierto completamente con 43 000 losas de mármol de Carrara. El mármol usado era más delgado que los que habían usado anteriormente en la fachada de un edificio; esto demostró rápidamente ser un error. El 25 de diciembre de 1973, durante la construcción, una losa de mármol de 160 kg se desprendió de la fachada y penetró la azotea del cercano Prudential Center. En 1985, una inspección encontró numerosos grietas y arqueamientos en el mármol del edificio. Para mantener el mármol en su sitio, se añadieron cintas de acero inoxidable. Posteriormente, entre 1990 y 1992, todo el edificio fue revestido de nuevo con granito blanco de Mount Airy con coste estimado de más de 80 millones de dólares. (Amoco era reacio a divulgar la cantidad real, pero fue más la mitad del coste original del edificio, sin ajuste de la inflación.) Dos tercios del mármol retirado fue triturado y usado como decoración paisajística en la refinería de Amoco de Whiting (Indiana), un sexto se donó a la Governor's State University, en University Park, Illinois, y otro sexto se donó a Regalo, división de Lashcon Inc. Con una subvención del Departamento de Rehabilitación de Illinois, 25 trabajadores discapacitados de Regalo tallaron el mármol en una variedad de artículos como regalos corporativos y recuerdos, incluidos relojes de escritorio y portalápices. La fachada del edificio recuerda ahora algo a la del antiguo World Trade Center debido a la orientación ascendente de las ventanas. 
El Standard Oil Building fue renombrado Amoco Building cuando la compañía cambió su nombre en 1985. En 1998, Amoco vendió el edificio al  Grupo Blackstone por una cantidad no revelada, estimada entre 430 y 440 millones de dólares estadounidenses. Fue renombrado Aon Center el 30 de diciembre de 1999, aunque Aon Corporation no se convertiría en el mayor ocupante del edificio hasta septiembre de 2001. En mayo de 2003, Wells Real Estate Investment Trust, Inc. compró el edificio por entre 465 y 475 millones de dólares. El 10 de agosto de 2007, Wells Real Estate Investment Trust, Inc. cambió su nombre a Piedmont Office Realty Trust, Inc.

## Iluminación exterior
En años recientes, las plantas superiores del edificio se han iluminado de colores por las noches para reflejar una temporada o vacaciones particulares. El naranja se usa en el Día de Acción de Gracias, verde o rojo en Navidad, y rosa durante el Mes de Concienciación del Cáncer de Mama. Esta iluminación coincide normalmente con la de la antena de la Willis Tower, el John Hancock Center y las plantas superiores del Merchandise Mart.

## Plaza
En la plaza hay una escultura sonora de Harry Bertoia.

## Ocupantes
- Aon plc mantiene su sede en el Aon Center.[14]
- Chicagoland Chamber of Commerce, Suite 2200[15]
- Agency.com[16]
- BP (antiguamente British Petroleum), sucesor de Amoco y Standard Oil of Ohio
- Jones Lang LaSalle[17]
- Daniel Edelman Inc.
- Marketing Support Inc.[18]
- ThoughtWorks[19]
- R.H. Donnelley[20]
- Strata Decision Technology[21]
- The Federal Home Loan Bank of Chicago
- The Mid-America Club[22]
- Veolia[23]
- Microsoft[24][25]
- KPMG[26]
- Royal Time Brokers

Fue la sede de la Miller-Chicago Electric Company desde 1974 hasta 1999, cuando la empresa se disolvió.